# Detlef Petersen
Pour les articles homonymes, voir Petersen.
Detlef Friedrich Petersen (né le 24 janvier 1950 à Pellworm) est un compositeur, musicien et producteur allemand.

## Biographie
Detlef Friedrich Petersen étudie la musique classique à Hambourg. À partir de 1973, il décide de former son propre groupe afin de pouvoir jouer ses propres chansons. Après la fondation de Lake, composé de Martin Tiefensee, Geoff Peacey, James Hopkins-Harrison, Dieter Ahrendt et Alex Conti, l'album éponyme Lake sort en 1976. Après avoir déjà vendu 150 000 disques en Allemagne, ils partent en tournée aux États-Unis, jouant parfois devant jusqu'à 50 000 personnes. Leur style inspiré du rock de la côte ouest leur vaut une place dans les charts du Billboard Hot 100. Deux autres albums suivent : Lake II et Paradise Island.
Au début des années 1980, Petersen fonde un studio de musique près de Husum avec le musicien anglais et coéquipier Geoffrey Peacey. Des groupes comme Trio, qui produit ici l'album éponyme Trio, y enregistrent. Detlef Petersen produit et écrit pour le groupe de rock hambourgeois Elephant et travaille comme producteur de musique pour l'auteur-compositeur-interprète de Bielefeld Hannes Wader du début des années 1980 au début des années 1990 et compose un certain nombre de titres pour lui.
Petersen fait ses débuts en tant que compositeur pour le cinéma en 1991 avec les deux longs métrages Das Heimweh des Walerjan Wróbel et Petits lapins. Depuis lors, il se concentre sur la composition de films. En 1993, Petersen reçoit un Deutscher Filmpreis de la meilleure musique pour sa musique pour Tous les moyens sont bons réalisé par Detlev Buck.

## Filmographie
- 1991 : Das Heimweh des Walerjan Wróbel
- 1991 : Petits lapins (de)
- 1992 : Les Enfants de la Grand Route (de)
- 1993 : Tous les moyens sont bons
- 1994 : Abschied von Agnes
- 1994 : Einfach nur Liebe
- 1994 : Ausgerechnet Zoé (de) (TV)
- 1995 : Rudy
- 1996 : Männerpension
- 1996 : Beckmann und Markowski - Im Zwiespalt der Gefühle (TV)
- 1996 : Die Putzfraueninsel
- 1996 : Die Halbstarken (TV)
- 1996 : 2 1/2 Minuten (TV)
- 1997 : Dumm gelaufen
- 1998 : Le Jeu du mambo
- 1998 : Ufos über Waterlow (TV)
- 1999 : La Chanson du sombre dimanche
- 2000 : Blondine sucht Millionär fürs Leben (TV)
- 2001 : Mörderinnen (TV)
- 2001 : Eine öffentliche Affäre (TV)
- 2001 : Girl
- 2002 : Vaya con Dios (de)
- 2002 : Ein Dorf sucht seinen Mörder (TV)
- 2002 : Kollaps (TV)
- 2002–2004 : Broti & Pacek – Irgendwas ist immer (de) (série télévisée, 22 épisodes)
- 2003 : Der Fall Gehring (TV)
- 2003 : Blueprint
- 2004 : L'Attentat contre Hitler. 20 juillet 1944 (TV)
- 2004 : Nikola (série télévisée, 1 épisode)
- 2005 : H.C. Andersen - historien om en digter (TV)
- 2005 : Charlotte und ihre Männer (TV)
- 2006 : Horizons lointains (TV)
- 2006 : Tatort: Aus der Traum (de)
- 2006 : Chantage meurtrier(TV)
- 2007 : Wiedersehen in Verona (de) (TV)
- 2008 : Die Rote Zora (de)
- 2008 : Der Tote in der Mauer (de) (TV)
- 2008 : Leo und Marie – Eine Weihnachtsliebe (de) (TV)
- 2009 : Mörder auf Amrum (TV)
- 2009 : Ein starkes Team: La Paloma (de) (TV)
- 2011–2014 : Série Finn Zehender (de) (TV)
  - 2011 : Mörderisches Wespennest (de)
  - 2012 : Tod einer Brieftaube (de)
  - 2012 : Mörderische Jagd (de)
  - 2014 : Mord in Aschberg (de)
- 2012 : Zum Kuckuck mit der Liebe (de) (TV)